# 柏餅

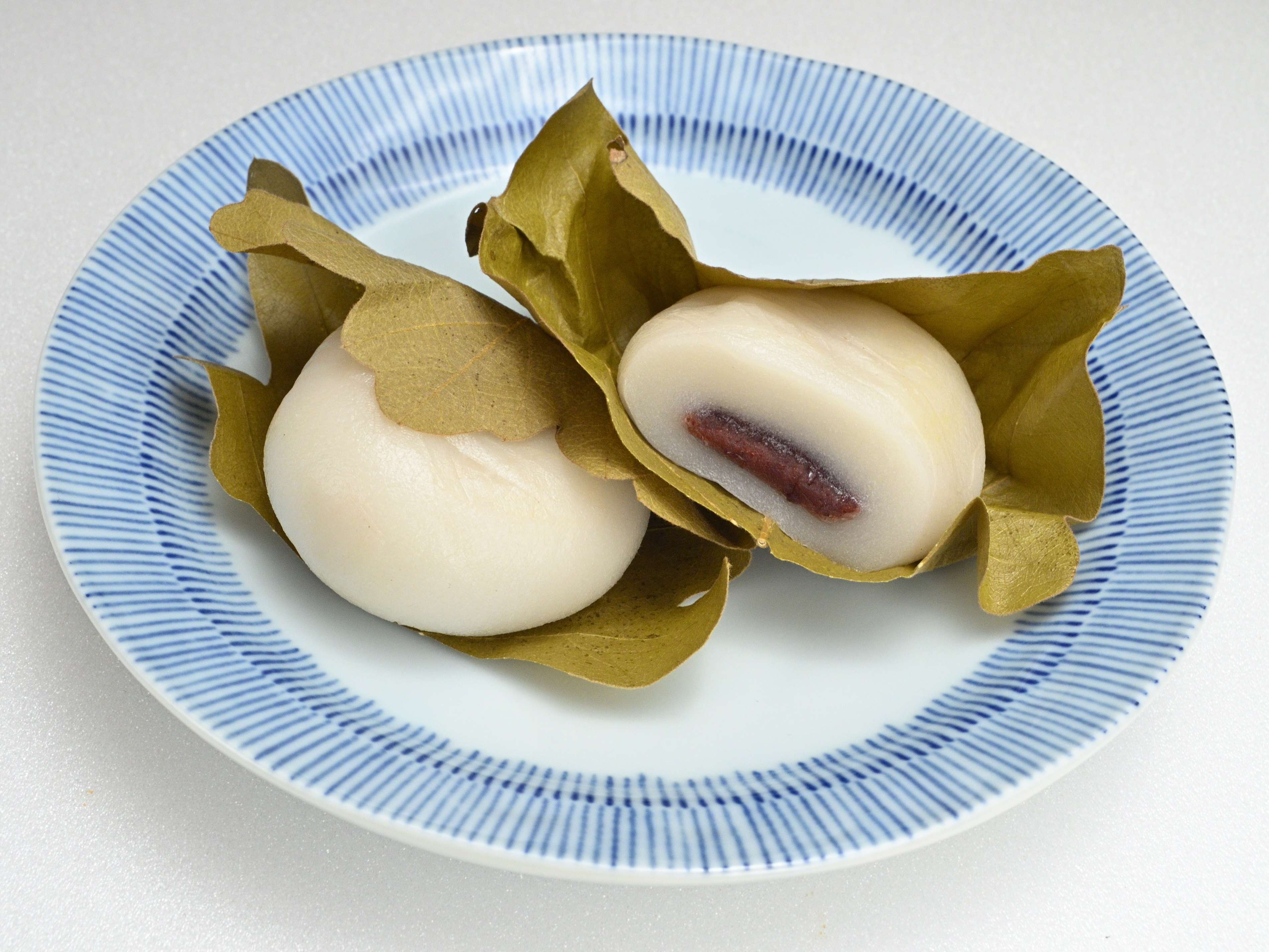
柏餅

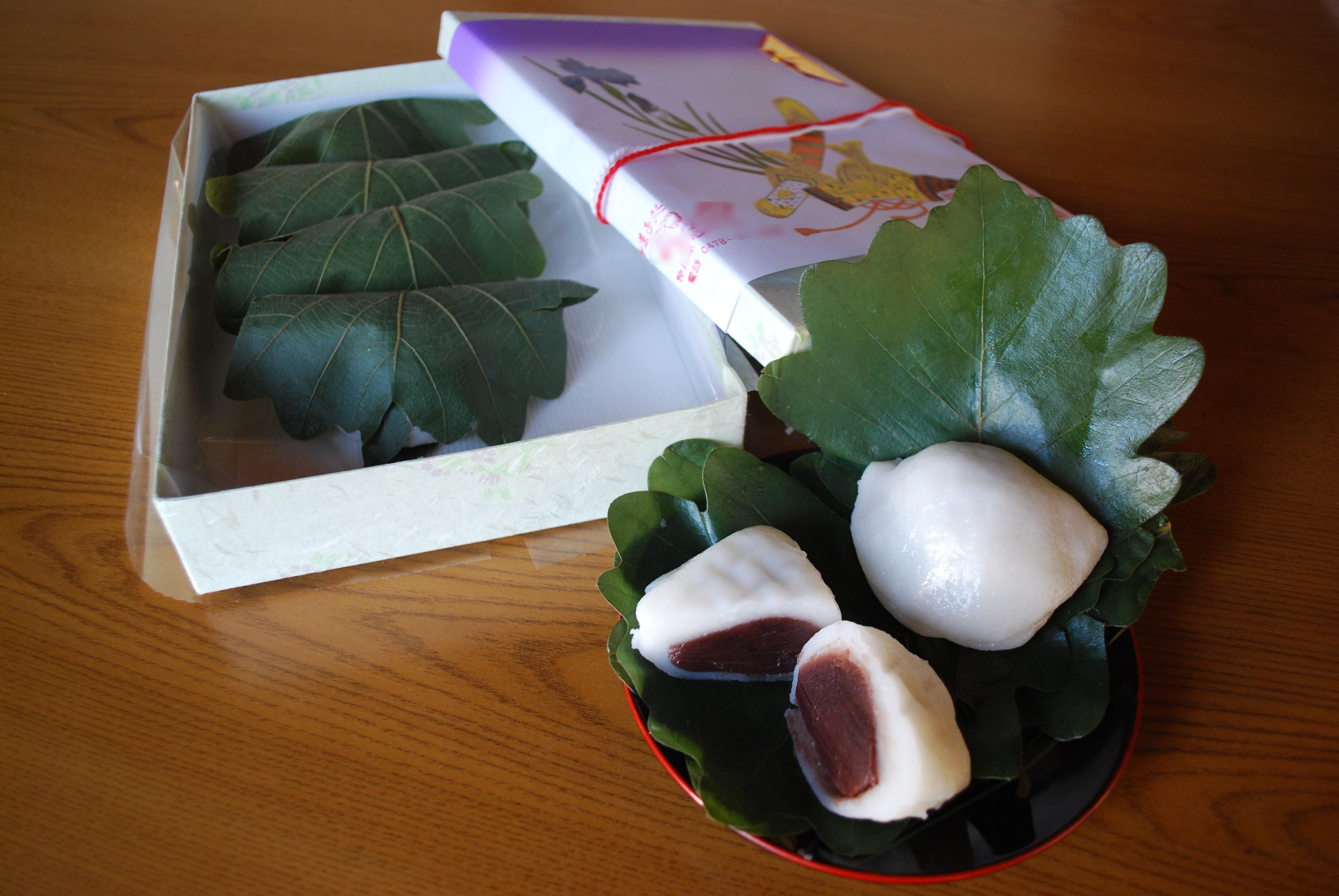
贈答用の箱と柏餅

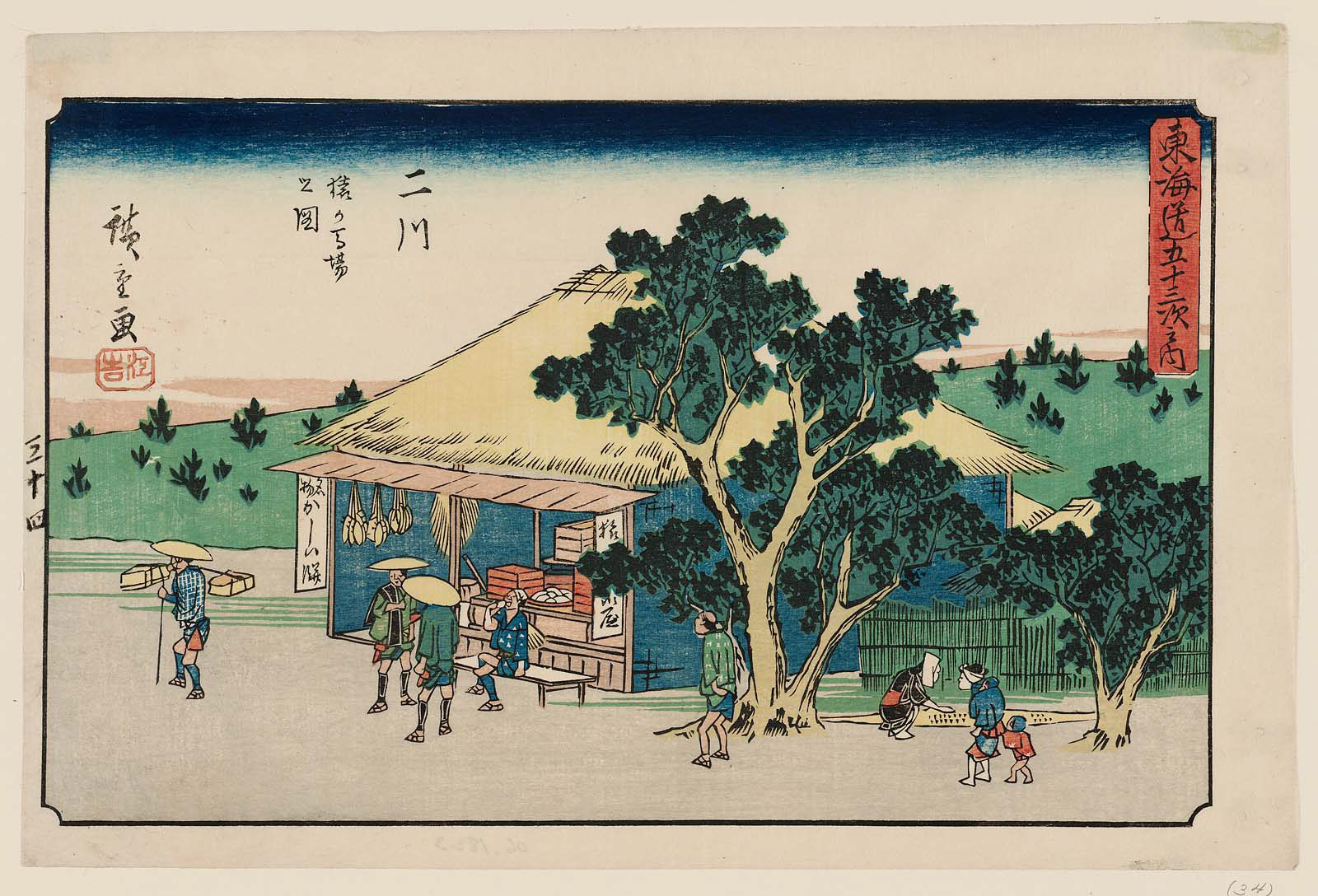
歌川広重『行書東海道 二川 猿が馬場之図』。店の左側の看板に「名物かしハ餅」と書かれている

柏餅（かしわもち）は、平たく丸形にした上新粉の餅に餡をはさんで二つ折りにし、カシワ又はサルトリイバラの葉などで包んだもの。

## 概説
カシワの葉を用いた柏餅は徳川九代将軍家重から十代将軍家治の頃、江戸で生まれた。カシワの葉は新芽が育つまでは古い葉が落ちないことから、「子孫繁栄（家系が途切れない）」という縁起をかついだものとされる。江戸で生まれた端午の節句に柏餅を供えるという文化は、参勤交代で日本全国に行き渡ったと考えられているが、1930年代ごろまではカシワの葉を用いた柏餅は関東が中心であった。カシワの葉でくるむものが生まれるより前にサルトリイバラなどの葉で包む餅が存在し、カシワの自生が少ない地域ではこれが柏餅として普及していた。その後韓国や中国からカシワの葉が輸入されるようになったこともあり、カシワの葉でくるむ柏餅が全国的に主流となっている。
なお、「柏」の字は本来はヒノキ科の針葉樹コノテガシワを指す漢字で、コノテガシワは柏餅に使う葉とは全く異なる。柏餅に用いるブナ科のカシワには、厳密には「槲」の字を使うのが正しい。
餡の種類は、つぶあん、こしあんがポピュラーであるがそのほか「みそあん」も用いられる。京都では、白味噌餡を用いているところもある。また亜種として餅が蓬餅で作られたものも近年存在している。カシワの葉を用いた場合は「かしわもち」と呼ばれることが多く、他の植物を用いた場合に「しばもち」など地方により異なる名称を持つ。
包んでいる葉は香り付けや包装を目的としたものであるため、食用には不適である。個人によっては食べる場合も食べない場合も存在するが、一部では、材料費を抑えるためにカシワの葉を象ったビニールシートで餅を包んだものが売られている。カシワの自生が少ない近畿圏以西ではサルトリイバラの葉が用いられることもあり、「かしわもち」の他、「しばもち」、「ちまき」、「かからだご」、「おまき」、「だんご」、「いばらもち」など地方ごとに特色のある名称が用いられている。ホオノキ、ミョウガ、ナラガシワ、コナラなどを利用する地域もある。葉の大きさにより包み方が異なり、カシワでは「くるむ」ことが多く、サルトリイバラでは「はさむ」ことが多い。東北・北陸・山陰地方などでは端午の節句にはちまきを用いる地域が多い。
兵庫県高砂市の鹿嶋神社の名物として通年販売され、柏餅を製造販売する店が参道に何軒かある。

## 韓国のマンゲトク
韓国ではサルトリイバラ（韓国語でマンゲ）の葉で餅を包んだ「マンゲトク（망개떡 ）」という柏餅に似た食べ物が旧正月に食べられている。
伽耶およびイムジン戦役の時代から記録があると言われているが、マンゲトクに使われている甘い餡は日本で16~17世紀頃に初めて登場し、日本統治時代に韓国に伝わったことから、マンゲトクは柏餅の起源ではない。